# Auberville
Auberville é uma comuna francesa na região administrativa da Normandia, no departamento Calvados. Estende-se por uma área de 2,63 km². Em 2010 a comuna tinha 596 habitantes (densidade: 226,6 hab./km²).